# Chwiram
Chwiram is een plaats in het Poolse district  Wałecki, woiwodschap West-Pommeren. De plaats maakt deel uit van de gemeente Wałcz en telt 790 mieszkańców inwoners.

## Verkeer en vervoer
- Station Chwiram